# 李孝貞 (羽毛球運動員)
李孝貞（韓語：이효정，1981年1月13日—），女，韓国羽毛球运动员，畢業於龍仁大學。

## 簡歷
2008年8月，李孝貞代表韓國出戰北京奧運會，參加羽毛球比賽的女子雙打（夥拍李敬元）及混合雙打（夥拍李龍大）項目，奪得一金一銀。
2010年5月，李孝貞代表韓國隊參加尤伯杯；教練把李孝貞/李敬元的常設組合拆開，改為與金旼貞組合。準決賽第二場比賽，李/金組合對陣日本的末綱聰子/前田美順，以2-0（21-19,21-10）獲勝；最終韓國隊以3-1勝出晉級。決賽第二場比賽，李/金組合迎戰世界排名第一的马晋/王晓理，在落後一局的情況下反勝2-1（18-21,21-12,21-15）；最終韓國隊以3比1擊敗中國隊，首次贏得尤伯杯。
2010年11月，李孝貞代表韓國出戰廣州亞運會羽毛球比賽，她先在女子團體項目助韓國隊贏得銅牌，其後又分別與金旼貞和申白喆合作出戰女子雙打和混合雙打，最後贏得女雙銅牌和混雙金牌。李孝貞在賽後表示，自己與申白喆配合时间不长，對拿到金牌感到高兴；又表示自己不会打到伦敦奥运会，並将在亚运会之后退役。

## 主要比賽成績
只列出曾進入準決賽的國際賽事成績：
| 年份   | 賽事                     | 公開賽級別 | 項目     | 拍檔         | 成績   |
| ------ | ------------------------ | ---------- | -------- | ------------ | ------ |
| 2003年 | 亞洲羽毛球錦標賽         | 其他       | 女子雙打 | 黃遊美       | 亞軍   |
| 2003年 | 亞洲羽毛球錦標賽         | 其他       | 混合雙打 | 金鎔玄       | 季軍   |
| 2004年 | 全英羽毛球公開賽         | 不適用     | 混合雙打 | 金鎔玄       | 亞軍   |
| 2004年 | 亞洲羽毛球錦標賽         | 其他       | 女子雙打 | 李敬元       | 冠軍   |
| 2005年 | 亞洲羽毛球錦標賽         | 其他       | 女子雙打 | 李敬元       | 冠軍   |
| 2005年 | 亞洲羽毛球錦標賽         | 其他       | 混合雙打 | 李在珍       | 亞軍   |
| 2005年 | 香港羽毛球公開賽         | 不適用     | 女子雙打 | 李敬元       | 準決賽 |
| 2005年 | 香港羽毛球公開賽         | 不適用     | 混合雙打 | 李在珍       | 準決賽 |
| 2006年 | 全英羽毛球公開賽         | 不適用     | 女子雙打 | 李敬元       | 準決賽 |
| 2006年 | 全英羽毛球公開賽         | 不適用     | 混合雙打 | 李在珍       | 準決賽 |
| 2006年 | 中華台北羽球公開賽       | 不適用     | 女子雙打 | 李敬元       | 冠軍   |
| 2006年 | 中華台北羽球公開賽       | 不適用     | 混合雙打 | 李在珍       | 亞軍   |
| 2006年 | 泰國羽毛球公開賽         | 不適用     | 女子雙打 | 李敬元       | 冠軍   |
| 2006年 | 泰國羽毛球公開賽         | 不適用     | 混合雙打 | 李在珍       | 準決賽 |
| 2006年 | 韓國羽毛球公開賽         | 不適用     | 女子雙打 | 李敬元       | 準決賽 |
| 2006年 | 韓國羽毛球公開賽         | 不適用     | 混合雙打 | 李在珍       | 準決賽 |
| 2007年 | 韓國羽毛球超級賽         | 超級賽     | 女子雙打 | 李敬元       | 準決賽 |
| 2007年 | 德國羽毛球大獎賽         | 大獎賽     | 女子雙打 | 李敬元       | 準決賽 |
| 2007年 | 德國羽毛球大獎賽         | 大獎賽     | 混合雙打 | 李龍大       | 準決賽 |
| 2007年 | 瑞士羽毛球超級賽         | 超級賽     | 女子雙打 | 李敬元       | 準決賽 |
| 2007年 | 瑞士羽毛球超級賽         | 超級賽     | 混合雙打 | 李龍大       | 冠軍   |
| 2007年 | 新加坡羽毛球超級賽       | 超級賽     | 女子雙打 | 李敬元       | 準決賽 |
| 2007年 | 印尼羽毛球超級賽         | 超級賽     | 混合雙打 | 李在珍       | 準決賽 |
| 2007年 | 泰國羽毛球黃金大獎賽     | 黃金大獎賽 | 女子雙打 | 李敬元       | 準決賽 |
| 2007年 | 日本羽毛球超級賽         | 超級賽     | 混合雙打 | 韓相訓       | 準決賽 |
| 2007年 | 中華台北羽毛球黃金大獎賽 | 黃金大獎賽 | 女子雙打 | 李敬元       | 準決賽 |
| 2007年 | 中華台北羽毛球黃金大獎賽 | 黃金大獎賽 | 混合雙打 | 韓相訓       | 準決賽 |
| 2007年 | 澳門羽毛球黃金大獎賽     | 黃金大獎賽 | 女子雙打 | 李敬元       | 亞軍   |
| 2007年 | 澳門羽毛球黃金大獎賽     | 黃金大獎賽 | 混合雙打 | 韓相訓       | 準決賽 |
| 2007年 | 丹麥羽毛球超級賽         | 超級賽     | 女子雙打 | 李敬元       | 亞軍   |
| 2008年 | 馬來西亞羽毛球超級賽     | 超級賽     | 女子雙打 | 李敬元       | 準決賽 |
| 2008年 | 馬來西亞羽毛球超級賽     | 超級賽     | 混合雙打 | 李龍大       | 亞軍   |
| 2008年 | 韓國羽毛球超級賽         | 超級賽     | 女子雙打 | 李敬元       | 準決賽 |
| 2008年 | 韓國羽毛球超級賽         | 超級賽     | 混合雙打 | 李龍大       | 冠軍   |
| 2008年 | 德國羽毛球大獎賽         | 大獎賽     | 女子雙打 | 李敬元       | 冠軍   |
| 2008年 | 德國羽毛球大獎賽         | 大獎賽     | 混合雙打 | 李龍大       | 冠軍   |
| 2008年 | 全英羽毛球超級賽         | 超級賽     | 女子雙打 | 李敬元       | 冠軍   |
| 2008年 | 瑞士羽毛球超級賽         | 超級賽     | 女子雙打 | 李敬元       | 準決賽 |
| 2008年 | 瑞士羽毛球超級賽         | 超級賽     | 混合雙打 | 李龍大       | 準決賽 |
| 2008年 | 亞洲羽毛球錦標賽         | 其他       | 女子雙打 | 李敬元       | 季軍   |
| 2008年 | 中國羽毛球超級賽         | 超級賽     | 混合雙打 | 李龍大       | 冠軍   |
| 2008年 | 香港羽毛球超級賽         | 超級賽     | 混合雙打 | 李龍大       | 亞軍   |
| 2009年 | 馬來西亞羽毛球超級賽     | 超級賽     | 女子雙打 | 李敬元       | 冠軍   |
| 2009年 | 馬來西亞羽毛球超級賽     | 超級賽     | 混合雙打 | 李龍大       | 亞軍   |
| 2009年 | 韓國羽毛球超級賽         | 超級賽     | 女子雙打 | 李敬元       | 亞軍   |
| 2009年 | 韓國羽毛球超級賽         | 超級賽     | 混合雙打 | 李龍大       | 冠軍   |
| 2009年 | 瑞士羽毛球超級賽         | 超級賽     | 女子雙打 | 李敬元       | 亞軍   |
| 2009年 | 瑞士羽毛球超級賽         | 超級賽     | 混合雙打 | 李龍大       | 亞軍   |
| 2009年 | 德國羽毛球大獎賽         | 大獎賽     | 女子雙打 | 李敬元       | 準決賽 |
| 2009年 | 德國羽毛球大獎賽         | 大獎賽     | 混合雙打 | 李龍大       | 準決賽 |
| 2009年 | 亞洲羽毛球錦標賽         | 其他       | 女子雙打 | 李敬元       | 亞軍   |
| 2009年 | 亞洲羽毛球錦標賽         | 其他       | 混合雙打 | 李龍大       | 冠軍   |
| 2009年 | 印尼羽毛球超級賽         | 超級賽     | 混合雙打 | 李龍大       | 亞軍   |
| 2009年 | 中華台北羽毛球黃金大獎賽 | 黃金大獎賽 | 女子雙打 | Kim Mi Young | 準決賽 |
| 2009年 | 中國羽毛球超級賽         | 超級賽     | 混合雙打 | 李龍大       | 冠軍   |
| 2009年 | 韓國羽毛球國際挑戰賽     | 國際挑戰賽 | 混合雙打 | 李龍大       | 冠軍   |
| 2010年 | 全英羽毛球超級賽         | 超級賽     | 混合雙打 | 李龍大       | 準決賽 |
| 2010年 | 瑞士羽毛球超級賽         | 超級賽     | 混合雙打 | 李龍大       | 冠軍   |
| 2010年 | 新加坡羽毛球超級賽       | 超級賽     | 女子雙打 | 金旼貞       | 亞軍   |
| 2010年 | 印尼羽毛球超級賽         | 超級賽     | 女子雙打 | 金旼貞       | 亞軍   |
| 2010年 | 中華台北羽毛球黃金大獎賽 | 黃金大獎賽 | 女子雙打 | 金旼貞       | 冠軍   |
| 2010年 | 亞洲運動會羽毛球比賽     | 其他       | 女子團體 | －           | 銅牌   |
| 2010年 | 亞洲運動會羽毛球比賽     | 其他       | 女子雙打 | 金旼貞       | 銅牌   |
| 2010年 | 亞洲運動會羽毛球比賽     | 其他       | 混合雙打 | 申白喆       | 金牌   |

| 2007-2017年 | 首要超級賽 | 超級賽 | 黃金大獎賽 | 大獎賽 | 國際挑戰賽 | 國際系列賽 | 未來系列賽 | 其他 |

### 世界冠軍頭銜
李孝貞在羽毛球生涯中共奪得2項羽毛球世界冠軍頭銜。
| 賽事           | 奪冠次數 | 年份               |
| -------------- | -------- | ------------------ |
| 奧林匹克運動會 | 1        | 2008年（混合雙打） |
| 尤伯杯         | 1        | 2010年（女子團體） |
| 總計           | 2        |                    |

### 奧運會和世錦賽參賽紀錄
|          | 搭檔   | 2004 | 2005 | 2006        | 2007 | 2008 | 2009 | 2010        |
| -------- | ------ | ---- | ---- | ----------- | ---- | ---- | ---- | ----------- |
| 女子雙打 | 黃遊美 | 8強  | －   | －          | －   | －   | －   | －          |
| 女子雙打 | 李敬元 | －   | 季軍 | 48強 (退賽) | 16強 | 銀牌 | 8強  | 48強 (退賽) |
|          |        |      |      |             |      |      |      |             |
| 混合雙打 | 金鎔玄 | 16強 | －   | －          | －   | －   | －   | －          |
| 混合雙打 | 李在珍 | －   | 8強  | 48強 (退賽) | －   | －   | －   | －          |
| 混合雙打 | 李龍大 | －   | －   | －          | 16強 | 金牌 | 季軍 | 16強        |